# Helina linearis
Helina linearis är en tvåvingeart som beskrevs av Malloch 1920. Helina linearis ingår i släktet Helina och familjen husflugor. Inga underarter finns listade i Catalogue of Life.